# ديلفين ألفاريز
ديلفين ألفاريز (بالإسبانية: Delfín Álvarez Yáñez)‏ هو مدرب كرة قدم ولاعب كرة قدم إسباني في مركز الوسط، ولد في 14 سبتمبر 1936 في لا فيغا في إسبانيا، وتوفي في 29 أغسطس 2015 في مدريد في إسبانيا. لعب مع إسبانيول وريال مدريد كاستيا وريال مورسيا ونادي بونتيفيدرا ونادي غرناطة.